# Артополот (притока Многи)
Артополо́т — річка в Україні, в межах Чорнухинського району Полтавської області. Ліва притока Многи (басейн Дніпра).

## Опис
Довжина річки 20 км, площа басейну 96,2 км². Похил річки 2,7 м/км. Долина глибока, зі стрімкими схилами, порізана балками. Річище помірно звивисте. Заплава місцями заболочена.

## Розташування
Артополот бере початок на північ від села Гільців. Загалом тече на південь (місцями на схід або південий захід). Впадає до Многи біля північно-західної частини села Пізники.
На берегах річки розташовані села: Гільці, Богданівка, Біличеве і Пізники.

## Про назву річки
Назва походить від іранського «річка божества»[джерело?].

## Світлини річки

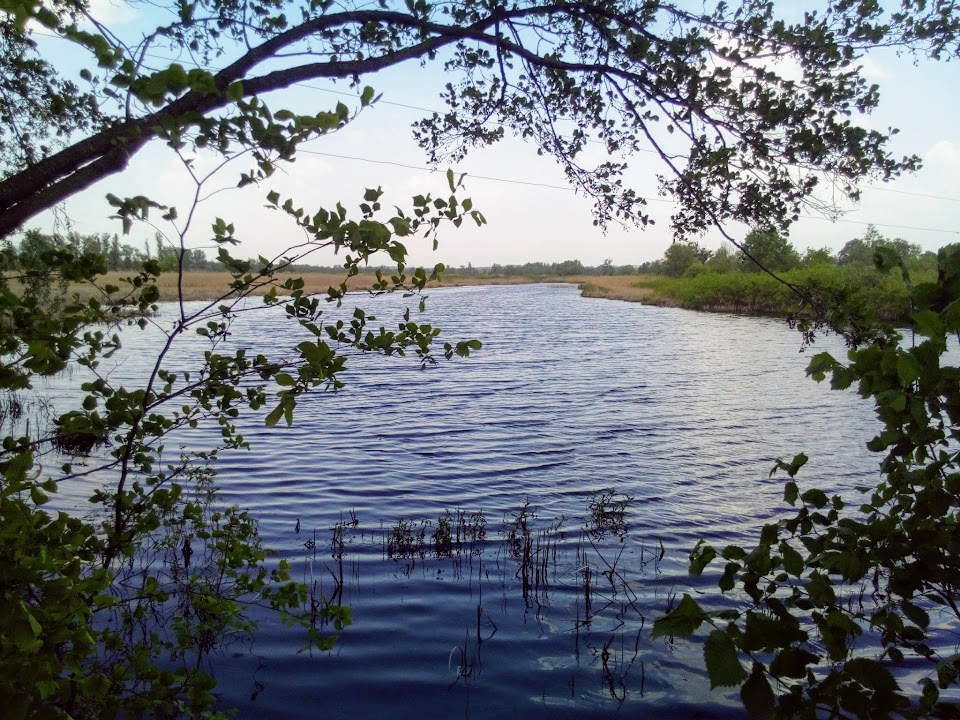
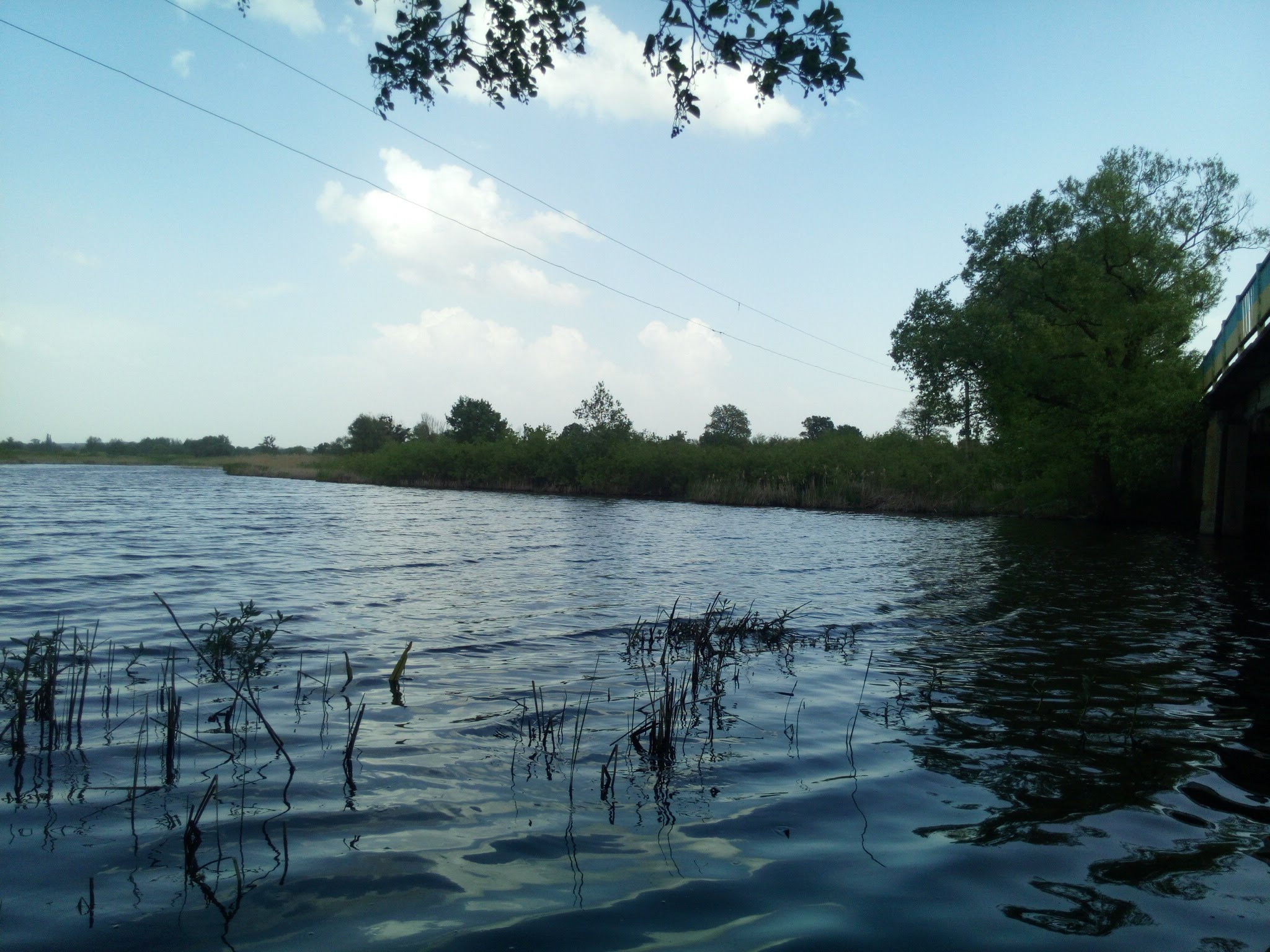
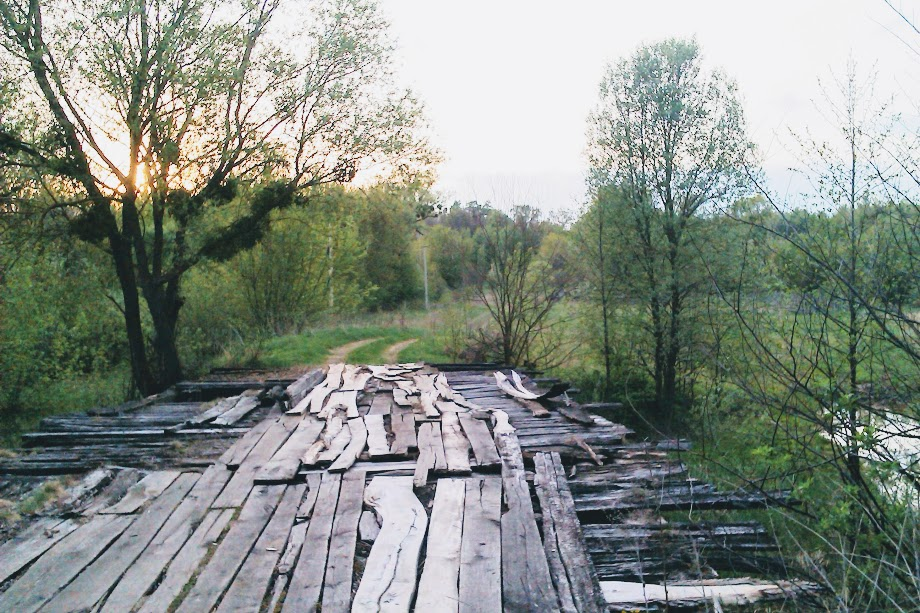